# Euxesta hendeli
Euxesta hendeli är en tvåvingeart som beskrevs av Erwin Lindner 1928.
Euxesta hendeli ingår i släktet Euxesta och familjen fläckflugor. Inga underarter finns listade i Catalogue of Life.